# 中国农工银行旧址
39°54′06″N 116°23′33″E / 39.9016671°N 116.3924151°E
中国农工银行旧址位于今北京市西城区西交民巷50号，是中国农工银行的旧址。

## 简介
中国农工银行旧址建于1922年。坐南朝北，地上二层，地下一层，建筑面积约750平方米。外立面采用花岗岩装饰，为欧洲古典风格，大门入口处作柱廊。电视剧《编辑部的故事》外景在此楼拍摄。由于该楼地处全国人大机关办公楼的施工区域内，该楼遂被向西平移大约50米，并顺时针旋转3度，迁移总重量估算大约1400吨。整个平移工程于2008年11月30日竣工。如今，中国农工银行旧址位于全国人大机关办公楼的西北侧。
1995年，该建筑以“法国农业银行旧址”之名列入北京市文物保护单位。2001年7月12日，《北京市人民政府关于公布本市第六批文物保护单位和对已公布的市级文物保护单位勘误的通知》对该名称进行勘误，改为“中国农工银行旧址”。2013年，该建筑作为“中国农工银行旧址”，和大陆银行旧址、保商银行旧址、中央银行旧址、户部银行旧址合称“西交民巷近代银行建筑群”，列为第七批全国重点文物保护单位。